# Gestió de la reputació
La gestió de la reputació és una tècnica per al control de la reputació i ús que es fa de les marques en el mitjans d'informació i zones d'influència informativa.
També es podria dir que el és una nova forma d'entendre i avaluar la informació que hi ha en el món referent a les empreses i les seves marques. Doncs la tendència de les grans empreses i les seves noves manares de portar la directiva de les seves organitzacions els fa menys agressius, més comprensius i, per tant, més dialogants.
Perquè una empresa pugui participar-ne, cal que compti amb els serveis i solucions d'una empresa NTIC especialitzada en Web Crawler. Amb tot, les empreses fan una evolució en la seva forma d'entendre la informació i la comunicació. Una forma en la qual ja no val només el que digui l'empres o el mitja d'informació si no que cal tenir molt en compte el que diu la societat sobre les marques i les companyies per petites o grans que siguin aquestes.